# Pierrette Herzberger-Fofana
Pierrette Herzberger-Fofana (Bamako, 20 marzo 1949) è una politica tedesca, eletta europarlamentare il 26 maggio 2019 con il partito Alleanza 90/I Verdi.

## Biografia
Herzberger-Fofana è cresciuta in Senegal. Ottiene una laurea a Parigi in sociolinguistica tedesca e presso l'università di Treviri in letteratura. Successivamente frequenta l'università Friedrich-Alexander di Erlangen-Norimberga in cui ottiene un dottorato in scienze politiche. Svolge la professione di lettrice presso le  scuole superiori di Erlangen e in alcune università. Dagli anni 90 promuove varie campagne per tutelare i diritti umani in Germania e in altre nazioni, tra cui il Senegal. In particolar modo, ha avviato campagne contro le mutilazioni genitali femminili, il razzismo, per la tutela dei diritti delle donne e degli immigrati. È madre di tre figli. 

## Attività politica presso l'Europarlamento
Alle elezioni europee del 2019, viene eletta europarlamentare con il partito Alleanza 90/I Verdi. Ricopre l'incarico di vicepresidente della delegazione per le relazioni con il parlamento panafricano e della commissione per lo sviluppo.
Durante la sua attività parlamentare, ha chiesto l'intervento dell'UE a sostegno della Nigeria, per garantire la sicurezza nel paese, colpito dagli attacchi di Boko Haram a danno delle comunità locali per motivi religiosi, e per il problema della malnutrizione infantile.
Ha, inoltre, preso posizione contro gli atti di violenza perpetrati in Guinea nel febbraio del 2020